# Пшиленк (гмина)
Пшиленк (пол. Przyłęk) — сельская гмина (волость) в Польше, входит как административная единица в Зволенский повет, Мазовецкое воеводство. Население — 6545 человек (на 2004 год).

## Демография
| Перепись                       | Всего   | Всего | Женщины | Женщины | Мужчины | Мужчины |
| ------------------------------ | ------- | ----- | ------- | ------- | ------- | ------- |
| Единицы                        | человек | %     | человек | %       | человек | %       |
| Население                      | 6545    | 100   | 3220    | 49,2    | 3325    | 50,8    |
| Плотность населения (чел./км²) | 50      | 50    | 24,6    | 24,6    | 25,4    | 25,4    |

## Сельские округа
1. Анджеюв
2. Бабин
3. Барычка
4. Грабув-над-Вислон
5. Хеленув
6. Игнацув
7. Кульчин
8. Кшивда
9. Липины
10. Люцимя
11. Лагув
12. Лагушув
13. Лавечко-Нове
14. Лавечко-Старе
15. Межёнчка
16. Мшадля-Дольна
17. Мшадля-Нова
18. Мшадля-Стара
19. Окренжница
20. Пайёнкув
21. Пшиленк
22. Рудки
23. Стефанув
24. Шляхецки-Ляс
25. Высоцин
26. Вулька-Лаговска
27. Вулька-Замойска
28. Залазы
29. Замость-Новы
30. Замость-Стары
31. Руда

## Соседние гмины
1. Гмина Хотча
2. Гмина Яновец
3. Гмина Полична
4. Гмина Пулавы
5. Гмина Вилькув
6. Гмина Зволень